# Tianjin Jinmen Tiger

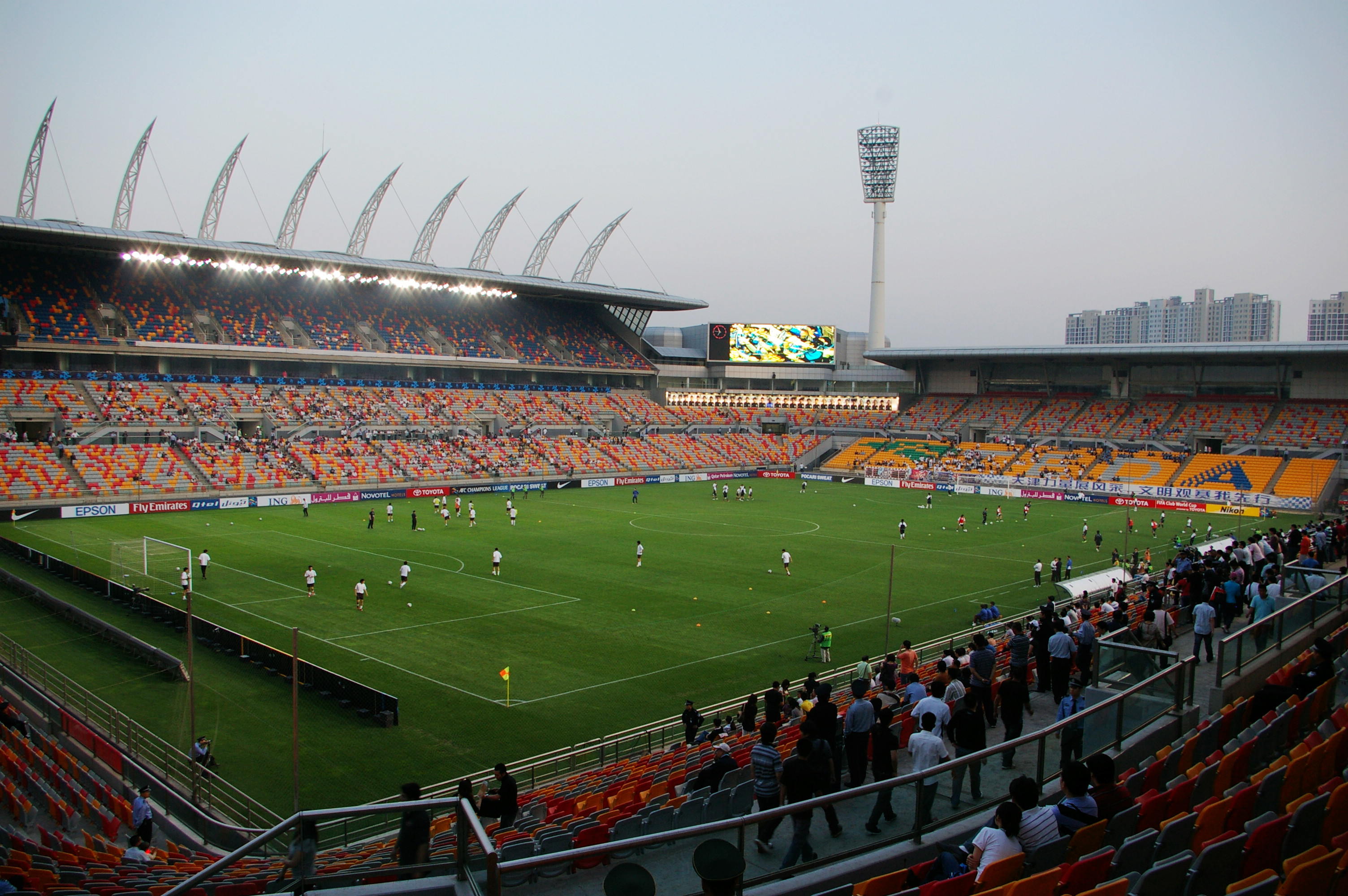
Tianjin-TEDA-Fußballstadion

Tianjin Jinmen Tiger ist ein chinesischer Fußballverein aus Tianjin. Aktuell spielt der Verein in der Chinese Super League, der höchsten Spielklasse des Landes.

## Geschichte
1998 wurde der Verein von der Wirtschaftsgruppe Tianjin Economic and Technological Development Area aufgekauft und trägt seither die Initialen TEDA im Vereinsnamen. In diesem Jahr stieg der Verein auch aus der Jia League in die Super League auf.
Seit Anfang 2007 wurde der Verein vom slowakischen Fußballveteran Jozef Jarabinský trainiert. In der ersten Saison unter ihm erreichte Tianjin den fünften Tabellenplatz. Nach lediglich vier Spielen in der Saison 2008 wurde Jarabinský jedoch von Zuo Shusheng abgelöst.

## Freundschaften
Tianjin Teda kooperiert aufgrund einer Städtepartnerschaft oft mit dem australischen Verein Melbourne Victory. In den Saisonpausen tragen beide Teams den sogenannten Lord Mayor's Cup aus, bei dem sie gegeneinander antreten.

## Namensänderungen
- Tianjin City FC (1957–1992)
- Tianjin FC (1993–1994)
- Tianjin Samsung (1995–1996)
- Tianjin Lifei (1997)
- Tianjin Teda (1998–1999)
- Tianjin Teda Dingxin (2000)
- Tianjin Teda CEC (2001)
- Tianjin Teda (2002)
- Tianjin Kangshifu (2003–2004)
- Tianjin Teda (2005–2021)
- Tianjin Jinmen Tiger (seit 2021)

## Platzierungen
| Saison   | 2004 | 2005 | 2006 | 2007 | 2008 | 2009 | 2010 | 2011 | 2012 | 2013 | 2014 | 2015 | 2016 | 2017 |
| -------- | ---- | ---- | ---- | ---- | ---- | ---- | ---- | ---- | ---- | ---- | ---- | ---- | ---- | ---- |
| Liga     | 1    | 1    | 1    | 1    | 1    | 1    | 1    | 1    | 1    | 1    | 1    | 1    | 1    | 1    |
| Position | 6    | 4    | 6    | 6    | 4    | 6    | 2    | 10   | 8    | 11   | 7    | 13   | 10   | 13   |

## Erfolge
- Chinesischer Pokal: 2011

## Bekannte Spieler
- Jiang Jin (1999–2003)
- Stig Tøfting (2003)
- Tijani Babangida (2003–2004)
- Bogdan Mara (2003–2004)
- Ionel Gane (2004)
- Ahmet Dursun (2004)
- Hao Junmin (2004–2009)
- Benedict Akwuegbu (2006)
- Mark Bridge (2009)
- Damiano Tommasi (2009)
- Carmelo Valencia (2013–2014)
- Baré (2013–2014)
- Andrezinho (2013–2015)
- Cristian Tănase (2015)
- Wágner (2015)
- Hernán Barcos (2015)
- Fredy Montero (2016)
- Felix Bastians (2018–2020)
- Sandro Wagner (2019–2020)

## Trainer
- Giuseppe Materazzi (2003)
- Jozef Jarabinský (2007–2008)
- Arie Haan (2010–2011, 2014–2015)
- Josip Kuže (2012)
- Alexandre Guimarães (2012–2014)
- Dragan Okuka (2015–2016)
- Jaime Pacheco (2016–2017)
- Lee Lim-saeng (2017)
- Chi Rongliang (2017)
- Uli Stielike (2017–2020)